# Slug (cómic)
Slug (Ulysses X. Lugman) es un supervillano ficticio que aparece en los cómics estadounidenses publicados por Marvel Comics.
Shea Couleé interpretó al personaje en la serie del Universo cinematográfico de Marvel para Disney+, Ironheart (2025).

## Historial de publicaciones
El supervillano Slug apareció por primera vez en Captain America #325 (enero de 1987) y fue co-creado por Mark Gruenwald y Paul Neary.
Respecto al concepto del personaje, Mark Gruenwald comentó una vez que inicialmente pensó que un hombre de 1200 libras era inverosímil, pero luego descubrió la existencia de tales individuos a través de la lectura de la revista People.

## Biografía ficticia
Ulysses Lugman nació en Miami, Florida. Es un conocido capo de la droga y organizador criminal, además de presidente y propietario de varios negocios legales en Miami. Debido a su obesidad, él adoptó el nombre de "Slug".
Tras descubrirse que era el contacto del narcotráfico en Miami para Kingpin, Nomad se infiltró en su organización. Slug luchó contra Nomad y el Capitán América, pero finalmente su imperio criminal fue desmantelado. Con la ayuda de Vagabond, su yate fue hundido y su negocio se derrumbó.
Posteriormente, Slug conversó con Kingpin sobre una interrupción en el suministro de drogas causada por los agentes del Alto Evolucionador.Slug acordó eliminar al asesor de inversiones Joe Trinity para su empleado Dallas Kerr. El se encontró con Trinity y Poison transformados.
Lugman es uno de los villanos que aparecen en el evento crossover Dead Man's Hand. Una misteriosa organización organizó una reunión en Las Vegas para repartirse el territorio y las situaciones relacionadas con el depuesto cerebro criminal Kingpin. Entre los numerosos grupos criminales que asistieron se encuentran el Imperio Secreto, Werner von Strucker y el grupo de Hammerhead. La situación se desmorona debido a diversos factores, como las luchas internas entre los líderes del grupo y la infiltración, aunque con cierto éxito, de Microchip y Mickey Fondozzi.
Tras recibir una advertencia del enemigo de Nomad, conocido como el "Favor Broker", Lugman intenta huir de la situación en un vehículo especialmente diseñado para su peso. Los justicieros Daredevil, Punisher y Nomad rastrean el vehículo debido a su tamaño único y las pocas salidas de la ciudad. Nomad tiene una venganza personal contra Lugman, lo que hace que el enfrentamiento sea particularmente significativo. 
Afortunadamente para Lugman, las circunstancias intervienen, y Nomad es quien lo alcanza primero, en lugar de Punisher, un criminal conocido por matar a sus víctimas. Tras enfrentarse a Lugman y darse cuenta de que lo han olvidado, Nomad enfrenta un dilema moral antes de finalmente noquearlo. 
A pesar de la intervención de Nomad, Punisher sigue intentando matar a Lugman. Sin embargo, pronto descubre que su arma está vacía y no puede llevar a cabo su plan.
Más tarde, se ve a Lugman cediendo ante la presión y el chantaje de Don Fortunato, quien aspira a ser el nuevo Jefe del Crimen. Spider-Man y Daredevil ayudan a disolver la reunión, dejando aparentemente a Ulysses libre con su territorio intacto. El fue visto encarcelado en La Balsa, una prisión para criminales sobrehumanos.
Slug escapa de la Balsa y se une al imperio criminal de Hood. El los ayuda a luchar contra los Nuevos Vengadores, pero es derrotado por el Doctor Strange.
Durante la historia de "Invasión secreta", el sindicato criminal de Hood interrogaba a uno de los Skrulls que habían intentado apoderarse de Madame Máscara. Pronto se descubre que Slug es un Skrull disfrazado cuando Hood usa un hechizo que lo revela. Como resultado, el Skrull que se hace pasar por Slug es asesinado por Hood, quien ordena a su grupo quemar su cuerpo. Los demás villanos presentes se preguntan cuándo Slug fue reemplazado.
Durante la historia de "Dark Reign", el verdadero Slug aparece más tarde como parte de la banda criminal de Hood, enviada por Norman Osborn para atacar a los Nuevos Vengadores. La pelea tiene lugar dentro del antiguo Club Fuego Infernal. Él y la mayor parte del grupo son derrotados en combate.
Tras publicarse en internet un video de Tigra siendo golpeada por Hood, Tigra y Hombre Gigante identifican a Slug como la fuente. Sin un céntimo tras la caída del poder del Encapuchado, Slug vendió el video a un sitio web de videos de famosos para conseguir el dinero necesario para salir del país. Tigra y Hombre Gigante lo derrotan y lo ponen bajo arresto.
Slug regresó a Miami y restableció su imperio criminal. En medio de la parte "Últimos Días" de la historia de Secret Wars, Mary Morgan contrata a Scott Lang para recuperar un artefacto asgardiano que había perdido ante Slug en una partida de bridge.
Como parte de All-New, All-Different Marvel, Slug usó la aplicación Hench de Power Broker II para contratar al segundo Hijacker para robar un huevo de Giganto de una nave de carga de S.H.I.E.L.D.
Durante el arco de "La búsqueda de Tony Stark", Slug se reúne con la pandilla de Hood mientras atacan el Castillo Doom.
Durante la historia de "Hunted", Slug se encuentra entre los personajes con temática animal que fueron capturados por Taskmaster y Black Ant para la "Gran Cacería" de Kraven el Cazador, que fue patrocinada por la empresa Industrias Arcade de Arcade.

## Poderes y habilidades
Slug posee un intelecto talentoso y es un maestro estratega con una aguda visión para los negocios, que a menudo lidera mediante una combinación de intimidación y recompensas.
Su atributo más notable es su inmenso peso, que puede superar las mil libras. Según The Official Handbook of the Marvel Universe: Update '89, es posible que Slug sea un mutante, dada la dificultad que tiene una persona normal para alcanzar una masa tan tremenda y permanecer con vida. A diferencia de Blob, Slug carece de la capacidad de compensar su masa, dejándolo prácticamente inmóvil a menos que utilice un aerodeslizador personal de alta tecnología. El alto porcentaje de grasa corporal de Slug le permite flotar sin esfuerzo en el agua, y su metabolismo le otorga inmunidad limitada a drogas y venenos. Slug es conocido por asfixiar a sus víctimas (generalmente sus subordinados que le han fallado o le han disgustado) en los pliegues de su carne.
Debido a su extrema obesidad, Slug es incapaz de soportar su propio peso estando de pie o de mover su cuerpo con fuerza. Por lo tanto, debe consumir grandes cantidades de comida y líquido a diario, a menudo comiendo durante la mayor parte de sus momentos de vigilia.

### Equipamiento
Debido a su extrema sensibilidad a la luz, Slug casi siempre se le ve usando gafas oscuras.
Para desplazarse, Slug utiliza silla de ruedas eléctricas /carretillas elevadoras especiales, diseñadas a medida y de alta resistencia, equipadas con orugas de tanque o neumáticos pesados. Su silla parece funcionar por control remoto e incluso podrían incluir flotadores o propulsores para permitir el escape de aire. Para distancias más largas, Slug se desplaza en un semirremolque personalizado.

## En otros medios
Slug aparece en la miniserie del Universo cinematográfico de Marvel, Ironheart (2025), interpretado por Shea Couleé.Esta versión es un hacker, ex-drag queen y miembro de una banda callejera de Chicago liderado por The Hood, descrito como la persona más buscada en Madripoor. El y sus compañeros fueron despedidos por él, tras descubrir sobre la muerte de Rampage.